# El Centenario, Oaxaca
El Centenario är en ort i Mexiko.   Den ligger i kommunen San José Ayuquila och delstaten Oaxaca, i den sydöstra delen av landet, 210 km sydost om huvudstaden Mexico City. El Centenario ligger 1 592 meter över havet och antalet invånare är 208.
Terrängen runt El Centenario är huvudsakligen kuperad, men den allra närmaste omgivningen är platt. Runt El Centenario är det ganska tätbefolkat, med 104 invånare per kvadratkilometer. Närmaste större samhälle är Petlalcingo, 16,1 km norr om El Centenario. I omgivningarna runt El Centenario växer huvudsakligen savannskog.